# Dolmen la Pierre-Folle (Saint-Priest-la-Feuille)

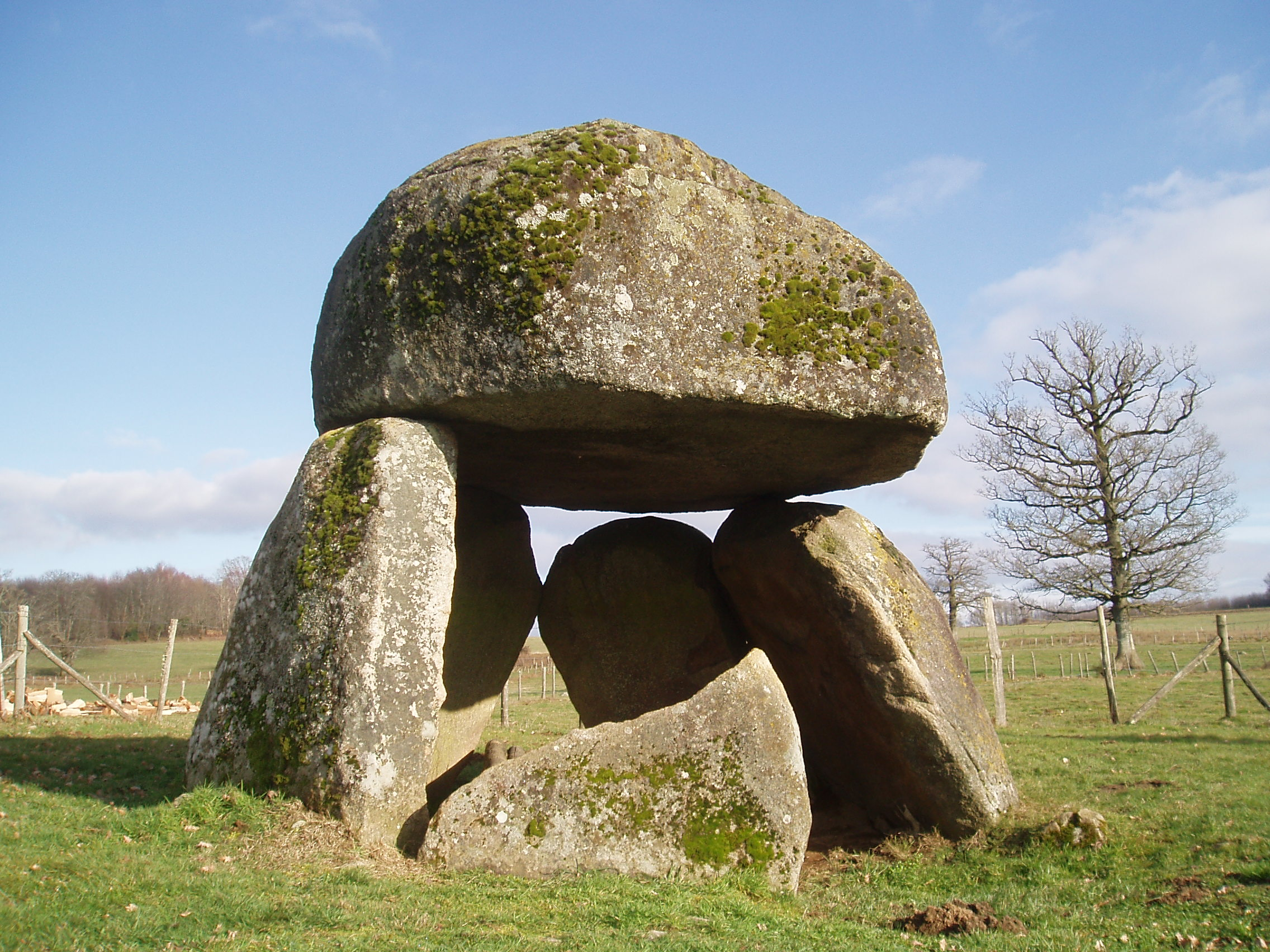
Dolmen la Pierre Folle

Der Dolmen la Pierre Folle, in einem Park nordöstlich des Weilers Saint-Priest-la-Feuille im Département Creuse in Frankreich, ist ein „Dolmen simple“. Dolmen ist in Frankreich der Oberbegriff für neolithische Megalithanlagen aller Art (siehe: Französische Nomenklatur).
Der leicht überkragende Deckstein hat einen ebenen Boden, aber eine stark gerundete, nahezu halbkugelige Oberseite und wurde von sechs Tragsteinen gestützt. Fünf Tragsteine sind hoch und schmal, stehen eng beieinander und sind leicht nach innen geneigt. Ein Stein ist abgebrochen. Die polygonale Kammer hat etwa 3,0 m Durchmesser. Der Zugang liegt im Westen, wo es Spuren eines Ganges mit Steinen im Boden zu geben scheint. Der Dolmen hat Ähnlichkeit mit den Polygonaldolmen der Trichterbecherkultur.
Der Dolmen liegt etwa 30,0 Meter vom Gipfel des nahen Hügels. Die Hügelkuppe sieht unnatürlich aus und könnte einen weiteren Dolmen bergen. In der Nähe liegt der Dolmen von Chiroux.
Um den Dolmen ranken sich mehrere Legenden.
Der Dolmen la Pierre Folle ist seit 1938 als Monument historique eingestuft.
In der Nähe steht der Menhir de la Rebeyrolle und liegt der Dolmen von Saint Hilaire.